# De natura deorum
De De natura deorum (Nederlands: Over de natuur van de goden) is een didactische prozatekst waarin de auteur Cicero Griekse filosofie toegankelijk maakt voor zijn Romeinse medeburgers. De centrale vraag is wat het wezen van de goden is, en hoe we daarachter kunnen komen. Cicero schreef dit werk aan het eind van zijn leven tijdens zijn pensioen tussen augustus 45 en begin 44 v.Chr.
In drie boeken ontvouwt zich een debat in sterk retorische stijl tussen vertegenwoordigers van verschillende filosofische stromingen: Veleius verdedigt het epicurisme in boek I, Balbus het stoïcisme in boek II, en Cotta een combinatie van stoïcisme met de academici (sceptisch platonisme van de Middencademie) in boek III. Aan de beperkte lengte van het betoog voor epicurisme en relatief grote lengte van het derde boek, valt op te maken dat Cicero vooral thuis was in het platonisme en daar affiniteiten mee had. Cicero haalde zijn informatie uit het werk van filosofen wier oeuvre vaak niet of slechts heel fragmentarisch is overgeleverd. Voorbeelden zijn Philodemus' Over vroomheid (epicurisme) en Posidonius' Over de goden (stoïcisme).

## Filosofische standpunten
Volgens het epicurisme zijn de zintuigen de bron van alle kennis. Objecten zenden voortdurend een laagje atomen uit dat wordt opgepikt door de zintuigen, zodat waarneming ontstaat. Sommige laagjes zijn zo fijn dat ze direct tot de geest doordringen, en zo ontstaan dromen en denkbeelden. Dat geldt ook voor onze voorstellingen van de goden. Een tweede uitgangspunt is dat de mens rede en de mooiste vorm heeft. Daarom moeten de perfecte goden soortgelijk zijn. Alles bestaat uit atomen, dus ook de goddelijke lichamen, maar die zijn veel fijner dan die van het menselijk lichaam. Het gevolg daarvan is dat godenlichamen niet achteruitgaan maar onsterfelijk zijn. Het aantal atomen is oneindig, dus het aantal goden is potentieel oneindig, net als dat het aantal mensen potentieel oneindig is. De goden kennen harmonie en bemoeien zich niet met het aardse leven, maar leven tussen de werelden (het intermundia). Omdat ze perfect zijn, dienen ze te worden aanbeden.
Volgens het stoïcisme zijn de zintuigen eveneens de bron van alle kennis, waarlangs de objecten afdrukken achterlaten op de ziel. Het universum is levend dankzij de werking van een alomtegenwoordige, vurige adem of geest (pneuma). Deze creatieve en levensbrengende pneuma is goddelijk en noemden stoïci ook wel Rede, Voorzienigheid en Noodzaak. Die verbindt alle delen van de kosmos met elkaar, zodat de menselijke ziel na het overlijden oplost in het geheel. De traditionele goden waren slechts symbolen van die kracht. Door de werking ervan ondergaat de kosmos een eeuwige cyclus van geboorte en vernietiging. Vandaar het geloof in het noodlot (heimarmene, fatum). Dit staat tegenover het epicuristische idee dat atomen zich willekeurig gedragen en de toekomst dus onvoorspelbaar is.
De middenacademische traditie bestond erin voors en tegens af te wegen om zo elk oordeel uit te stellen. Er kan geen sprake zijn van objectieve zekerheden. Dit resulteert in agnosticisme. In sommige aspecten, zoals ethiek, raakte de academische filosofie aan die van de stoïci.

## Nawerking
De manier waarop Cicero verschillende standpunten tegen elkaar uitspeelde werd nagevolgd in christelijke polemiek, waarin de filosofische onzekerheden in de traditionele overtuigingen werd benadrukt ten voordele van het nieuwe monotheïsme. Voorbeelden zijn de werken van Marcus Minucius Felix, Arnobius, Lactantius en Augustinus. Nadat het christendom dominant was geworden, las men het werk van Cicero voornamelijk nog voor educatieve doeleinden in de karolingische tijd. De De natura deorum bleef in handschriftvorm circuleren gedurende de verdere middeleeuwen. In de scholastiek werd het werk minder gewaardeerd ten voordele van Aristoteles' oeuvre, maar dit veranderde vanaf de Italiaanse renaissance. In die tijd werd het werk bijvoorbeeld geïmiteerd en droeg het bij tot het scepticisme, zoals in de Essays van Montaigne.

## Nederlandse vertalingen
- Cicero, De Goden, trad. Vincent Hunink - introd. J. den Boeft, Amsterdam, 1993 (elektronische versie, 2005)
- Cicero, Het bestaan van de goden, trad. Vincent Hunink - introd. Rogier van der Wal, 2018, ISBN 9789463401333